# أتاري جاغوار
أتاري جاغوار (بالإنجليزية: Atari Jaguar) هو مشغل ألعاب فيديو منزلي طورته شركة أتاري وتم إصداره في أمريكا الشمالية في نوفمبر 1993. وهو جزء من الجيل الخامس من أنظمة ألعاب الفيديو، وتنافس مع سيغا جينيسيس وسوبر نيس و3DO Interactive Multiplayer التي تم إطلاقها في نفس العام. سوقت أتاري للجهاز على أنه أول نظام ألعاب 64 بت في العالم. أطلقت جاغوار مع Cybermorph كلعبة ضمن حزمة، والتي تلقت مراجعات منقسمة. تألفت مكتبة النظام من خمسين لعبة مرخصة فقط.
بدأ تطوير أتاري جاغوار في أوائل التسعينيات من قبل شركة Flare Technology، والتي ركزت على النظام بعد إلغاء جهاز أتاري بانثر. شكلت بنية الجهاز متعددة الرقائق وأخطاء الجهاز الداخية والأدوات السيئة عائقا في تأليف وإنتاج ألعاب جاغوار. أدت المبيعات المخيبة إلى انحسار دعم الأطراف الثالثة للجهاز.
حاول أتاري إطالة عمر النظام بإصدار جهاز أتاري جاكوار سي دي مع 13 لعبة إضافية، والتأكيد على أن سعر جاكوار أقل من منافسيه بنحو مائة دولار أمريكي. مع إصدار سيغا ساترن وسوني بلاي ستيشن في عام 1995، استمرت مبيعات جاغوار في الانخفاض. لم يبع أكثر من 150,000 وحدة قبل أن يتم إيقافه في عام 1996. دفع فشل جاغوار التجاري أتاري لمغادرة سوق أجهزة الألعاب.
استحوذت هاسبرو إنتراكتيف على جميع ممتلكات شركة أتاري،  تم إصدار براءات اختراع جاغوار للملكية العامة، مع إعلان الجهاز كمنصة مفتوحة. أنتج الهواة ألعابًا للنظام منذ توقفه.وهذا اتاحة لي العديد من المطورين المستقلين تطوير الكثير من الالعاب على جهاز Atari Jaguar على الرغم من توقيف التصنيع الرسمي له، ووصلت عدد الالعاب الغير رسميه والرسميه تقريبا مع بعض الى حوالي 750 لعبه او 688 لعبه.

## وصلات خارجية
- أتاري جاغوار على مشروع الدليل المفتوح
- Guide to Atari Jaguar games at Retro Video Gamer